# 月光 (單曲)
月光(げっこう)為日本創作歌手鬼束千尋於2000年8月9日所發行的第二張原創單曲。

## 說明
- 整張單曲作詞、作曲者皆為鬼束千尋，編曲則是羽毛田丈史。
- 收錄曲之一的『月光』，搭配仲間由紀惠主演的朝日電視台電視劇圈套的主題曲，使這支單曲知名度大增，再加上「god's child」、「腐敗的世界」(腐敗した世界)、「無效之藥」(効かない薬)等等衝擊性十足的歌詞，以及動人的旋律，在社會上引起相當大的話題性，於oricon週排行榜從原本的第30名一路攀升至11名，最後銷售量累計破五十萬，出貨量也突破60萬，因此這支單曲也成為目前為止鬼束本人最為暢銷的單曲作品。
- 原本本支單曲並未要這麼早發行，但是連續劇主題曲引來的矚目使得這支單曲提早單曲化。(原本預計發行的為第三張單曲cage)
- 另外一首收錄的歌曲『Arrow of Pain』，並未收錄在隔年發行的第一張專輯Insomnia，而之後發行的第二張專輯This Armor原本要收錄新曲「A Horse and A Queen」，最後改為這首『Arrow of Pain』，而「A Horse and A Queen」則決定收錄於第四張專輯「Las Vegas」
- 第一張專輯Insomnia，以及之後發行的兩張精選輯the ultimate collection、SINGLES 2000-2003都只收錄了「月光」這首曲子，「Arrow of Pain」則只收錄於第二張專輯This Armor。

## 收錄曲目
1. 月光
2. Arrow of Pain
3. 月光 (Inst.)